# Михаел фон Кинмайер
Михаел фон Кинмайер (на немски: Michael von Kienmayer, 17 януари 1755 – 18 октомври 1828) е австрийски офицер, който е дивизионен командир по време на Революционните и Наполеоновите войни.

## Ранна кариера
Кинмайер започва военната си кариера през 1774 г. като кадет в 26-и пехотен полк „Пуебло Португало“. През 1775 г. той е издиганат до втори лейтенат в 8-и драгунски полк „Юнг-Модена“. Като част от 35-и хусарски полк „Барко“ взема участие във Войната за баварското наследство през 1778 г.
В периода 1787 – 1791 г. той участва в Австро-турската война, като през 1788 г. се издига в чин майор. Награден е с Ордена на Мария Тереза (най-висшето военно отличие в Австрийската империя) през 1789 г. за голяма смелост пред лицето на врага. Изкачва се до лейтенант-полковник, а после и до оберст (полковник).

## Революционните и Наполеоновите войни
Кинмайер командва хусарите „Барко“ по време на Войната на Първата коалиция през 1793 г. Той се бие в битките при Ровроа и Турне през 1794 г., след което е издигнат в чин генерал-майор заради военни качества.
През 1798 г. той участва във Войната на Втората коалиция като командир на 10-и хусарским полк на Месарос. Той се бие при Острах и Щоках през 1799 г. Той е възпроизведен в чин фелдмаршал-лейтенант и става командир на дивизия. Следващото лято се бие в Биберах и води дясната колона в битката при Хоенлинден на 3 декември. През 1802 г. той става инхабер в 8-и хусарски полк.
През 1805 г. той служи по време на Войната на Третата коалиция като командир на корпус. Той е командван от Карл Мак по време на Улмската кампания, успешно възпрепятвайки френския опит за обкръжаване на армията на Мак. Той командва авангарда на съюзническата армия в битката при Аустерлиц, превземайки селото Телниц и покривайки отстъплението на Буксховден, докато е принуден да отстъпи.
Кинмайер води Втори резервен корпус в Войната на Петата коалиция през 1809 г. След битката при Екмюл той е преместен в Първи резервен корпус. Той се бие смело в битката при Асперн-Еслинг и командва резервна кавалерийска дивизия в битката при Гефрес срещу генерал Жюно Девети корпус. Става кавалерийски генерал и получва почести, сред които и аристократичното право на Съдържател (Inhaber) на кавалерийски полк. Този типичен за Хабсбургската монархия ранг означава такова имотно лице, което има право да издържа собствено бойно подразделение и да получава от приходите (грабежите) на полка си в качеството си на почетен полковник.
Кинмайер не участва активно в кампаниите от 1813 и 1814 г.